# Kinesiska sovjetrepubliken
Den Kinesiska sovjetrepubliken var en kortlivad statsbildning som utropades 1931 under kinesiska inbördeskriget och omfattade olika kommunist-kontrollerade områden runt om i Kina och huvudstaden var Ruijin. Eftersom sovjeten var starkast i delar av Ganzhou-prefekturen i södra Jiangxi var den ofta känd som Jiangxisovjeten. Den officiella kinesiska ståndpunkten i dag är att republiken var en del av den revolutionära kampen snarare än en stat som gjorde anspråk på hela Kina.

## Bakgrund
De kinesiska sovjeterna var en konsekvens av att Chiang Kai-sheks vita terror tvingat ut kommunisterna ur städerna sedan 1927 och kommunisterna tvingats skapa gerillabaser på olika håll i den kinesiska landsbygden. I januari 1929 ledde Mao Zedong och Zhu De sina trupper ut från sin tillfälliga bas i Jinggangbergen i västra Jiangxi till den södra delen av provinsen. Zhang Guotao ledde sina trupper till ett gränsområde i centrala Kina, medan He Long grundade en bas på gränsen mellan Hunan och Hubei.

## Omfattning
Sovjeten var starkast i sydöstra och södra Kina, där man under 1930-talets första hälft kontrollerade häradsstäderna Ruijin, Huichang, Xunwu, Anyuan, Xinfeng, Yudu, Xingguo, Ningdu, Guangchang, Shicheng och Lichuan i Jiangxi-provinsen samt Jianning, Taining, Ninghua, Qingliu, Guihua, Longyan, Changting, Liancheng, Shanghang och Yongding i Fujian-provinsen. I de flesta av dessa häraden dominerade hakka-folket, varav många rekryterades till Röda armén och spelade senare en viktig roll efter Folkrepubliken Kinas grundande.
Sovjeten hade också ett starkt fäste i gränsområdet mellan Hunan, Hubei, Guizhou och Sichuan och på många andra håll i södra Kina.

## Politik
Även om particentret var förlagt i Shanghai och Bo Gu formellt var ledare för Kinas kommunistiska parti, lyckades Mao Zedong etablera sig som ledare under större delen av statens existens.
Det var i Jiangxi som kommunisterna genomförde sina första försök att omdana samhället i socialistisk riktning. I november 1931 utfärdades en lag om jordreform som omfördelade jorden från bönder som kategoriserats som rika bönder till fattigbönder och landlösa bönder. Jordreformen hade våldsamma inslag, vilket ledde till att kommunisterna förlorade stöd bland vissa folklager. 1933-34 genomförde ytterligare en kampanj för att klassificera bönderna i olika egendomsklasser. Kommunisterna utfärdade också en äktenskapslag 1931, vilken skapade jämställdhet i äktenskapet mellan män och kvinnor.
På grund av hotet utifrån iscensatte också kommunisternas säkerhetstjänst en rad blodiga kampanjer för att utplåna "kontravrevolutionärer".

## Kriget mot nationalisterna

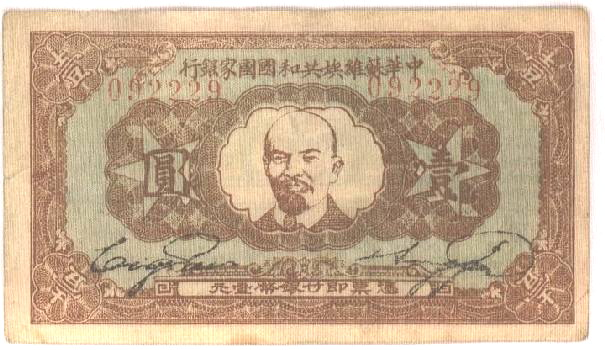
En enyuansedel tryckt av Kinesiska sovjetrepublikens centralbank

Landet erkändes aldrig internationellt och Chiang Kai-shek ledde den Nationella revolutionära armén i fem inringningskampanjer för att utplåna de kinesiska sovjeterna. Den första kampanjen inleddes 1930, men Chiang tvingades avbryta den på grund av en konflikt med krigsherrarna Feng Yuxiang och Yan Xishan i norra Kina. Den andra kampanjen 1931 avbröts också på grund av japanernas invasion av Manchuriet.
Inte förrän i hösten 1934 lyckades Chiang bryta kommunisternas försvarslinjer genom att bygga upp fronten långsamt med blockhus enligt råd från sin tyske militäre rådgivare Hans von Seeckt. Detta ledde till att cirka 100 000 kommunister evakuerade Jiangxi-sovjeten i 15 oktober 1934 för att hitta ett nytt basområde. Marschen slutade inte förrän de kommunistiska gerillasoldaterna kommit fram till Bao'an, en landsortsstad i provinsen Shaanxi i centrala norra Kina i, 1 200 mil bort och blev sedermera känd som den "Långa marschen".